# 加地綾乃
加地 綾乃（かじ あやの、1991年4月28日 - ）は、日本の女性声優。愛知県名古屋市出身。スワロウ所属。
2012年、第1回ぽにきゃん声たまオーディションにて審査員奨励賞を受賞。

## 出演
太字はメインキャラクター。

### テレビアニメ
2013年
- アウトブレイク・カンパニー（幼馴染、プラティーン）
- ダイヤのA（2013年 - 2019年、蒼月若菜） - 3シリーズ

2014年
- 桜Trick（下級生、コンビニ店員）

2016年
- DAYS（女子）

2019年
- 臨死!!江古田ちゃん（猛禽ちゃん）
- アフリカのサラリーマン（シカの司会者）

2020年
- SHOW BY ROCK!! ましゅまいれっしゅ!!（バンジー）

### ゲーム
2014年
- リベリオンブレイド（シノビィ）

2015年
- ガーディアンクラッシュ（モーガン、ネフェルティ）

2016年
- 三国志ものがたり（簡雍）
- ALICE ORDER（木村壱香）
- Caligula -カリギュラ-

2018年
- Caligula Overdose -カリギュラ オーバードーズ-
- GOD EATER RESONANT OPS（ダリア）

### ナレーション
- 出川とWHYガール（2018年5月15日、5月22日）
- 悩める前職：アイドルちゃん～アイドルやめて何するの？～（2018年12月26日）

### ラジオ
- A&G ARTIST ZONE 鷲崎健の2h（2014年5月14日)

### テレビ
- あにむす!（2014年3月14日）

### 舞台
- 月島ブルース（2013年2月8日 - 11日 蔵前アドリブ小劇場）

## ディスコグラフィ

### キャラクターソング
| 発売日        | タイトル     | 名義 | 楽曲             | タイアップ                                                                          |
| ------------- | ------------ | ---- | ---------------- | ----------------------------------------------------------------------------------- |
| 2014年5月28日 | 未来へつなげ | D応P | 「未来へつなげ」 | テレビアニメ『ダイヤのA』エンディングテーマ 情報番組『あにむす!』エンディングテーマ |
| 2014年5月28日 | 未来へつなげ | D応P | 「SMILE ON YOU」 | 『あにむす!』オープニングテーマ                                                     |

### ユニットメンバー
1. ↑  若菜（加地綾乃）、吉川春乃（遠藤ゆりか）、藤原貴子（山口立花子）、梅本幸子（花守ゆみり）、夏川唯（高橋花林）、A応P